# Francis Lorenzo
Francisco Javier Lorenzo Torres (Pontevedra, 24 de septiembre de 1960), más conocido como Francis Lorenzo, es un actor y presentador español.

## Biografía
Hijo de un matrimonio de profesores de la Ciudad Infantil Príncipe Felipe, en Montecelo, Pontevedra, Erundino Lorenzo Rey (Quireza, Cerdedo-Cotobade, Pontevedra, 7/8/1929-Pontevedra, 4/9/2024), que fue director del colegio público del mismo nombre y María del Carmen Torres Ferrer (Pontevedra, 1/9/1931), profesora de Educación Especial. Siguiendo los pasos de sus progenitores, se formó como profesor de EGB y se licenció en psicología. Cuando aún estaba estudiando, trabajó en un pub-discoteca de Poyo (Pontevedra). No pudo formarse en arte dramático hasta finalizar sus estudios, por petición de sus padres. Se formó en el Centro Dramático Gallego y en el Teatro de la Zarzuela. Es hermano del productor José Manuel Lorenzo.
Comenzó haciendo teatro clásico para luego descubrir la televisión y el cine.
Ha trabajado a las órdenes de directores como José Luis Cuerda, Vicente Aranda, Agustín Díaz Yanes, Icíar Bollaín o Jaime Chávarri.
En los últimos años se ha dedicado más a la televisión, donde ha interpretado papeles fijos en series de éxito como Canguros, Médico de familia, Compañeros, Mis adorables vecinos o Águila Roja.
En este medio también ha sido conocido como presentador, abandonando Médico de familia en pleno éxito para presentar el late night Efecto F (1997) de Antena 3, con el que fracasó. Para la misma cadena también presentó Canciones de nuestra vida (1997) y La cara divertida (1998).
Posteriormente formaría parte del reparto de Compañeros y de Mis adorables vecinos en Antena 3.
Entre 2009 y 2016 protagonizó la serie Águila Roja como el malvado comisario Hernán Mejías (una serie ambientada en el siglo XVII que recupera el género de aventuras para la televisión), junto con Miryam Gallego y David Janer, transmitida por TVE y producida por Globomedia.
En 2011 se estrenó la serie El ángel de Budapest, donde el actor encarnaba al diplomático Ángel Sanz Briz, que ayudó a escapar a muchos judíos del exterminio nazi.
En otoño de 2013 y verano de 2015 presentó en La 1 el programa de viajes España a ras de cielo.
En otoño de 2015 presentó en La 1 el programa de viajes El siglo de Águila Roja.

## Filmografía

### Largometrajes
| Año  | Título                                          | Personaje                         | Dirección                      |
| ---- | ----------------------------------------------- | --------------------------------- | ------------------------------ |
| 1989 | Las cosas del querer                            | Policía                           | Jaime Chávarri                 |
| 1990 | Terranova                                       |                                   | Ferran Llagostera              |
| 1991 | Merlín                                          | Galván                            | Adolfo Arrieta                 |
| 1992 | Un paraguas para tres                           | César, el americano               | Felipe Vega                    |
| 1993 | Huidos                                          | Antonio Moreno                    | Sancho Gracia                  |
| 1993 | Tocando fondo                                   | Luis Enrique                      | José Luis Cuerda               |
| 1993 | Tirano Banderas                                 | Vate Larrañaga                    | José Luis García Sánchez       |
| 1994 | El detective y la muerte                        | Don Luis                          | Gonzalo Suárez                 |
| 1994 | Cómo ser infeliz y disfrutarlo                  | Diego                             | Enrique Urbizu                 |
| 1994 | La pasión turca                                 | Marcelo                           | Vicente Aranda                 |
| 1995 | Nadie hablará de nosotras cuando hayamos muerto | Hombre 1                          | Agustín Díaz Yanes             |
| 1995 | Mar de luna                                     |                                   | Manolo Matji                   |
| 1995 | El rey del río                                  | Marco                             | Manuel Gutiérrez Aragón        |
| 1995 | El seductor                                     | Manolo                            | José Luis García Sánchez       |
| 1995 | Antártida                                       | Inspector                         | Manuel Huerga                  |
| 1996 | Sabor latino                                    | Marcos                            | Pedro Carvajal                 |
| 1996 | Corsarios del chip                              | De la Torre                       | Rafael Alcázar                 |
| 1996 | Gran slalom                                     | Gálvez                            | Jaime Chávarri                 |
| 1997 | El sueño de una noche... vieja                  |                                   | Irene Domínguez y Rafael Moral |
| 1998 | Black                                           | Roger Spivey                      | Héctor Barca                   |
| 2002 | El florido pensil                               | Roberto Alcázar                   | Juan José Porto                |
| 2004 | El año del diluvio                              | Moisés                            | Jaime Chávarri                 |
| 2004 | Tiovivo c. 1950                                 | Paco                              | José Luis Garci                |
| 2009 | The Sindone                                     |                                   | Miguel Ángel Fabré             |
| 2011 | Águila Roja: la película                        | Comisario Hernán Mejías Benavides | José Ramón Ayerra              |
| 2011 | El ángel de Budapest                            | Ángel                             | Luis Oliveros                  |

### Cortometrajes
| Año  | Título                          | Personaje | Dirección        |
| ---- | ------------------------------- | --------- | ---------------- |
| 1992 | Un café de ollos verdes         |           | Antonio F. Simón |
| 1993 | Los amigos del muerto           | Amigo     | Icíar Bollaín    |
| 1996 | Sitcom show                     |           | Ángel de la Cruz |
| 2021 | Dos años y medio en un terrario |           | Matutano         |

## Televisión

### Series
| Año         | Título                           | Cadena         | Personaje                    | Episodios     |
| ----------- | -------------------------------- | -------------- | ---------------------------- | ------------- |
| 1990        | La forja de un rebelde           | La 1           |                              | 1 episodio    |
| 1990        | El obispo leproso                | La 1           |                              | 2 episodios   |
| 1992        | Hasta luego, cocodrilo           | La 1           |                              | 5 episodios   |
| 1992        | El C.I.D.                        | ITV            | Juli                         | 1 episodio    |
| 1994        | El día que me quieras            | La 1           |                              | 1 episodio    |
| 1995        | Curro Jiménez                    | La 1           | Marqués                      | 1 episodio    |
| 1995        | Por fin solos                    | Antena 3       | Teddy                        | 14 episodios  |
| 1995 - 1996 | Médico de familia                | Telecinco      | Julio Suárez                 | 41 episodios  |
| 1995 - 1996 | Canguros                         | Antena 3       | Fermín                       | 22 episodios  |
| 1996        | Turno de oficio: 10 años después | La 1           | Álvaro                       | 1 episodio    |
| 1998        | Manos a la obra''                | Antena 3       | El mismo                     | 1 episodio    |
| 1998 - 2002 | Compañeros                       | Antena 3       | Alfredo Torán                | 121 episodios |
| 2004 - 2006 | Mis adorables vecinos            | Antena 3       | Ernesto Sandoval             | 62 episodios  |
| 2009 - 2016 | Águila Roja                      | La 1           | Hernán Mejías "El Comisario" | 102 episodios |
| 2014        | Códice                           | TVG            | Comisario                    | 2 episodios   |
| 2015        | Hospital Real                    | TVG            | Don Leopoldo                 | 1 episodio    |
| 2019; 2023  | La caza                          | La 1           | Santiago Baín                | 9 episodios   |
| 2020 - 2021 | Dime quién soy                   | Movistar Plus+ | Javier Carranza              | 9 episodios   |
| 2022; 2024  | El inmortal                      | Movistar Plus+ | Comisario Luis Corbalán      | 8 episodios   |
| 2023        | Cristo y Rey                     | Atresplayer    | Fernando Arias-Salgado       | 2 episodios   |
| 2023        | Los enviados                     | SkyShowtime    | Bustamante                   | 2 episodios   |
| 2023 - 2024 | 4 estrellas                      | La 1           | Rafael Albalad               | 33 episodios  |

Programas
- España a ras de cielo (2013; 2015), de La 1.
- Seguridad vital (2015), de La 1.
- MasterChef Celebrity (2024), de La 1.
- Mi casa es la tuya (2018), de Telecinco.

## Premios
| Año  | Resultado | Premio                                    | Categoría                            | Premiado por...                                                   |
| ---- | --------- | ----------------------------------------- | ------------------------------------ | ----------------------------------------------------------------- |
| 2010 | Ganador   | Premios Ascuas                            | Televisión                           | Por su carrera interpretativa como Chusta encendida.              |
| 2010 | Nominado  | Premios de la Unión de Actores y Actrices | Mejor actor secundario de televisión | Por su papel del comisario Hernán Mejías en la serie Águila Roja. |
| 2011 | Ganador   | Premios ACE (Nueva York)                  | Mejor Característico                 | Por su papel del comisario Hernán Mejías en la serie Águila Roja. |